# Philipp Moizi
Philipp Moizi (* 30. Mai 2007) ist ein österreichischer Fußballspieler.

## Karriere

### Verein
Moizi begann seine Karriere beim FC Olympique Klosterneuburg 05. Im September 2014 wechselte er zum SK Rapid Wien, bei dem er ab der Saison 2021/22 auch sämtliche Altersstufen in der Akademie durchlief. Zur Saison 2024/25 rückte er in den Kader der zweiten Mannschaft auf.
Sein Debüt in der 2. Liga gab er im September 2024, als er am siebten Spieltag jener Saison gegen den First Vienna FC in der 73. Minute für Lorenz Szladits eingewechselt wurde.

### Nationalmannschaft
Moizi spielte im Februar 2023 erstmals für eine österreichische Jugendnationalauswahl. 2024 nahm er mit der U-17-Mannschaft an der EM teil. Österreich schied im Viertelfinale aus, Moizi kam in allen vier Spielen der Österreicher zum Einsatz und erzielte dabei zwei Tore. 